# Fritz Haag

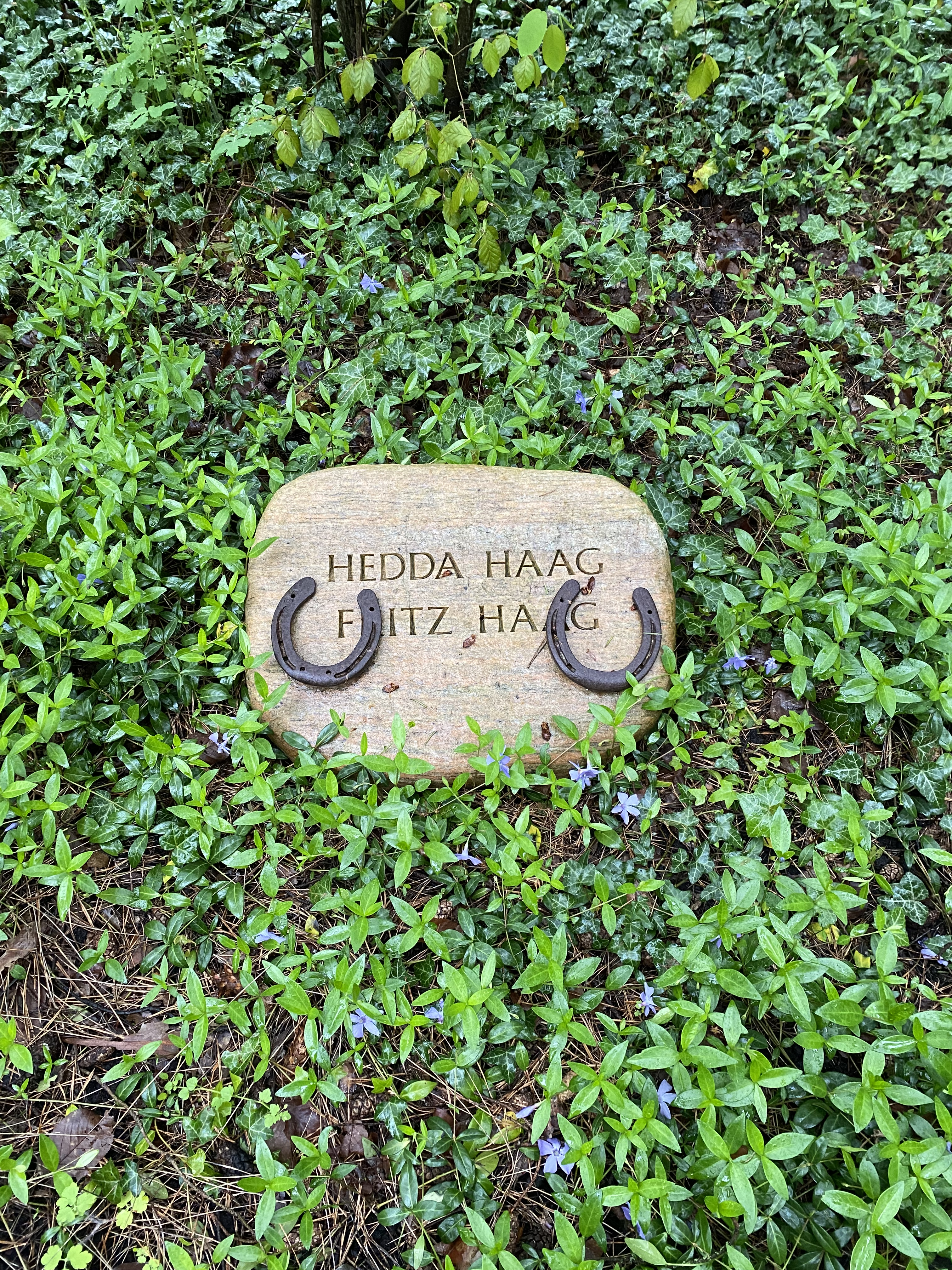
Grabstätte auf dem Waldfriedhof Dahlem

Fritz Haag (* 17. Oktober 1939; † 2. Oktober 2017) war ein deutscher Soziologe.

## Leben
Nach der Promotion zum Dr. rer. pol. in Hamburg 1972 lehrte er von 1974 bis 2003 als Professor für Soziologie an der Universität Hamburg.
Seine letzte Ruhestätte erhielt Fritz Haag auf dem Berliner Waldfriedhof Dahlem (Feld 001-141).

## Schriften (Auswahl)
- Wohnungslose Familien in Notunterkünften. Soziales Bezugsfeld und Verhaltensstrategien. München 1971, ISBN 3-7799-0603-1.
- als Herausgeber mit Helga Krüger, Wiltrud Schwärzel und Johannes Wildt: Aktionsforschung. Forschungsstrategien, Forschungsfelder und Forschungspläne. München 1975, ISBN 3-7799-0508-6.